# Octapharma
Octapharma — швейцарская фармацевтическая компания. Штаб-квартира расположена в Лахене (кантон Швиц). Специализируется на препаратах из плазмы крови (альбумины, иммуноглобулины, факторы свёртывания крови).

## История
Компания была основана в 1983 году Вольфгангом Маргером (Wolfgang Marguerre). В 1990 году была куплена первая фабрика, расположенная в столице Австрии. В начале 2022 года компания заплатила 10 млн долларов по коллективному иску в связи с незаконным сбором отпечатков пальцев доноров в США

## Деятельность
Основные научно-исследовательские центры компании расположены в Швейцарии (Лахен), Германии (Берлин, Франкфурт, Гейдельберг), США (Парамес), Франции (Париж), Австрии (Вена). Центры сбора плазмы находятся в США (Шарлотт) и Германии (Лангенфельд), производственные мощности — в Германии (Дессау-Рослау и Шпринге), Франции (Ленгольсайм), Швеции (Стокгольм) и Австрии (Вена).